# ルイーズ・マウントバッテン
ルイーズ・マウントバッテン（スウェーデン語: Drottning Louise, Louise Alexandra Marie Irene Mountbatten, 1889年7月13日 - 1965年3月7日）は、スウェーデン王グスタフ6世アドルフの2度目の妃。

## 生涯

### 幼年時代
イギリス海軍大将であったルートヴィヒ・フォン・バッテンベルク（のち改姓し初代ミルフォード＝ヘイヴン侯となったルイス・アレグザンダー・マウントバッテン）と、ヘッセン大公女ヴィクトリアの次女として、ハイリゲンベルク城で生まれた。出生時の名称は、父はヘッセン大公家に連なる人物であったため『公女ルイーゼ・フォン・バッテンベルク』（Prinzessin Louise von Battenberg）である。エディンバラ公フィリップは甥にあたる。
父が海軍軍人であったため、一家はマルタのように異なるイギリス領土内を転居していた。しかし、休暇をすごすためにダルムシュタット郊外のハイリゲンベルクにしばしば滞在したし、イングランドに住宅も構えていた。子供時代には、母ヴィクトリアに連れられてワイト島にいる曾祖母ヴィクトリア女王の元を訪れていた。一家は調和していたといわれる。ルイーズの両親は、政略結婚ではなく、幸福な相思相愛の関係を築いていた。ルイーズは特に兄弟と近しく、自身が亡くなるまで親しく接した。

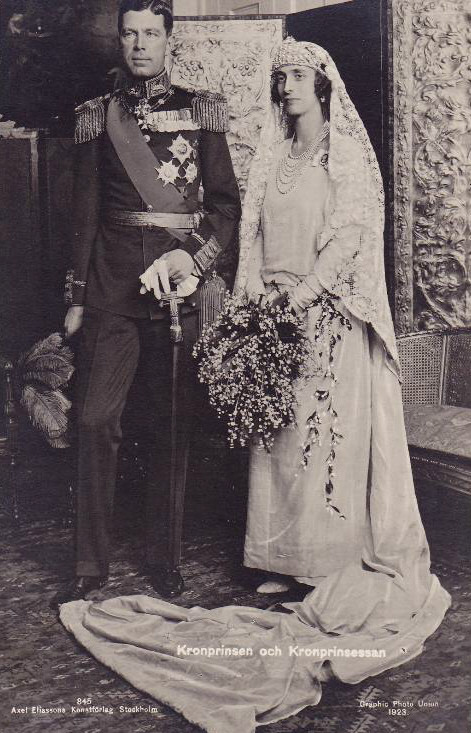
成婚時のルイーズとグスタフ・アドルフ（1923年）

若い頃のルイーズは寡夫や王とは絶対に結婚したくないと公言していた。1909年に20歳のルイーズは、ポルトガル王マヌエル2世からプロポーズを受けた。ルイーズの大伯父であるエドワード7世はこの縁組みを実現させたいと考えたが、ルイーズはこの結婚申し込みを穏やかに断った。王はルイーズの両親に、娘の気持ちを変えさせるよう頼んだ。だが、ルイーズはマヌエルのことを好いていたにもかかわらず、先の宣言をまた繰り返した。第一次世界大戦中にはルイーズは看護婦を志願して、フランスの前線にある病院で約2年働き、のち王立赤十字勲章を授けられた。
1917年、父がイギリス貴族としてミルフォード＝ヘイヴン侯爵位を授爵すると、ルイーズはレディ・ルイーズ・マウントバッテン（Lady Louise Mountbatten）と呼ばれた。

### 結婚
しかし、ルイーズは皮肉にも、自分の言っていたこととは正反対の相手と結婚してしまう。1923年11月3日、セント・ジェームズ宮殿の王室礼拝堂にて国王ジョージ5世や両家の王族たちが列席のもと、ルイーズはスウェーデン王太子グスタフ・アドルフと結婚式を挙げた。彼はルイーズの母ヴィクトリアの従妹に当たる最初の妃マーガレット・オブ・コノートと死別しており、5人の子持ちであった。イタリアに滞在する義母のヴィクトリア王妃とは実際に会うことは少なかったものの、ルイーズは生来の気さくな人柄を王妃に気に入られた。結婚当初のルイーズはこの時点では非常に恥ずかしがりやであったが、生来持病の気管支炎に苦しんだ王妃が、本国スウェーデンとイタリアの避寒地を往復する生活を強いられていた事実は、ルイーズが王族としての義務を多く負っていたことを意味した。1930年にヴィクトリア王妃が亡くなると、ルイーズは正式に王妃としての全ての職務を果たすことを期待される、国第一の女性王族となった。実際に彼女が王妃となる20年前のことである。
ルイーズは1925年に女児を死産したあと子どもには恵まれなかった。フィンランド・ソ連間の冬戦争の間、フィンランド人の子供たちがスウェーデンへ避難してくると、彼女は春の住まいとしていたウルリクダール宮殿の敷地内に子供たちの住居を整え、毎日のように子供たちの遊びに加わっていた。戦争終結後に子供たちが帰国しても彼女は子供たちと連絡を取りあい、のちにヘルシンキへ出かけて、成長した彼らを訪問している。

### 王妃
一方、ルイーズは風変わりな女性でもあった。彼女はポメラニアン犬を数匹飼っていて、外国旅行にも連れて行ったが、問題を引き起こすとまずいからと人前では犬を隠すのだった（彼女は常に、グリプスホルム伯爵夫人やオルソン夫人という偽名を用いた）。また、非常に神経質な一面もあった。ロンドン滞在時、ルイーズは信号無視をしたり、突然道路を渡ろうとしていたのだが、ある日、とうとうバスと接触してしまい、その際ルイーズは「私はスウェーデン王妃です」と印刷された小さなカードを携帯していた。どうしてそんなことをするのか、弟のルイス・マウントバッテン卿が尋ねると、「もし私が路上で倒れて人事不省になっても、きっと誰も私が誰だか気づいてくれないわ。私のハンドバッグを開けた人が、このカードを見つけてくれるわよ」と言った。似たような話が伝えられており、ルイーズはお供の者に「スウェーデン王妃」と書かれたボール紙を持たせていたという。

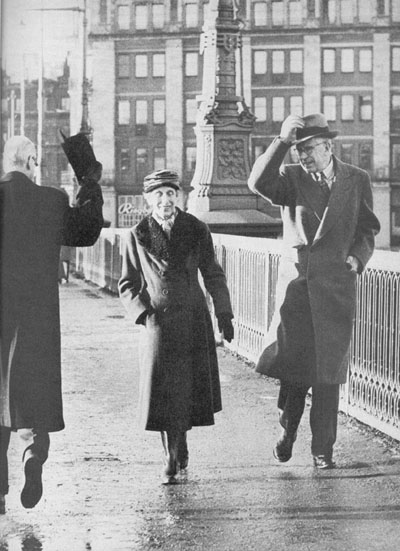
グスタフ6世アドルフと連れだってストックホルム市内を歩くルイーズ（1950年代）

ルイーズはスウェーデン国民に好かれており、彼女のユーモアと地に足のついた暮らしぶり（グスタフ6世アドルフもそうだった）を高く評価されていた。ストックホルム市内では、国王夫妻が全く2人だけで散歩しているのがしばしば見かけられた（護衛どころか、宮殿から誰もついてきていなかった）。一目見ただけでは、夫妻はどこでもいそうなストックホルムの老夫妻であり、王はすれ違う人に穏やかに帽子を上げて挨拶するのだった。ルイーズはストックホルムの旧市街で買い物を楽しみ、毎週宮殿からやってきては、文字通りうろうろ歩き回っていた。ストックホルム市民は混み合った店内で、振り返ると突然隣に王妃が立っており、織物やテーブルクロスを品定めしているのに出くわした。そして次の日の朝に新聞を広げると、ティアラをかぶったイヴニングドレス姿の王妃が外国からの賓客を晩餐会でもてなした、という写真付き記事を見つけるのだった。
1963年、ルイーズはグスタフ6世アドルフとともにフランスを公式訪問し、大統領シャルル・ド・ゴールに強い印象を残した。晩餐会の際、ルイーズは大統領にこう話した。『私がひどいフランス語を話すのをお許しください。私のフランス語は、（第一次世界大戦中の）1914年に塹壕の中で覚えたものなのです。』。ド・ゴールはその後、パリで開かれた王妃ルイーズをしのぶ会に出席した。フランス大統領がフランス国内にあるスウェーデンの教会を訪れた最初の機会であっただけでなく、ド・ゴールがこの種の葬儀に参列したのはわずか2回しかない。
1965年3月7日、数年来煩っていた病気のため、緊急手術の後死去した。彼女が最期に国民の前に姿を見せたのは、1964年12月に行われたノーベル賞授賞式だった。ストックホルム郊外ソルナの王立墓地に、夫および最初の妃マーガレット・オブ・コノートと並んで埋葬された。

## 参照
1. 1 2 3  Fjellman, Margit. (1968). Louise Mountbatten, Queen of Sweden. London, Allen  Unwin,. ISBN 978-0-04-923044-6

## 文献
- Fjellman, Margit: Drottning Louise – En biografi (Queen Louise – A Biography), Bonniers, 1965; 232 pages (Sweden)
- Fjellman, Margit: Louise Mountbatten, Queen of Sweden, London, Allen  Unwin, 1968; ISBN 978-0-04-923044-6